# Josef Gabriel Rheinberger

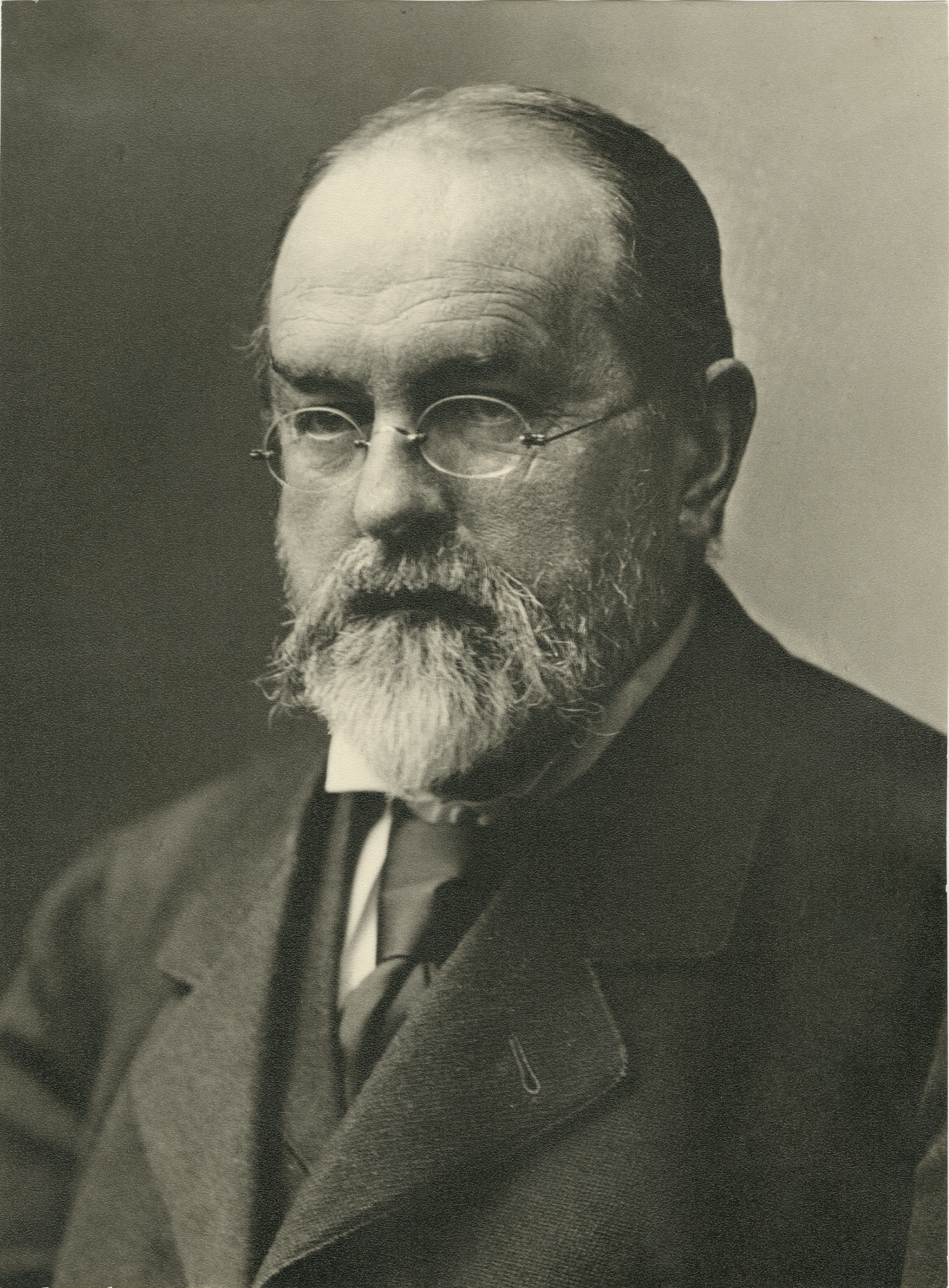
Josef Rheinberger, Aufnahme vom Atelier Müller-Hilsdorf

Josef Gabriel Rheinberger (* 17. März 1839 in Vaduz, Fürstentum Liechtenstein, Deutscher Bund, getauft auf den Namen Gabriel Joseph; † 25. November 1901 in München, Königreich Bayern, Deutsches Reich) war Komponist, Organist und Musikpädagoge. Mit zwölf Jahren kam er zur musikalischen Ausbildung nach München und wirkte dort sein Leben lang. Er war der Onkel des Liechtensteiner Künstlers Egon Rheinberger.

## Biografie

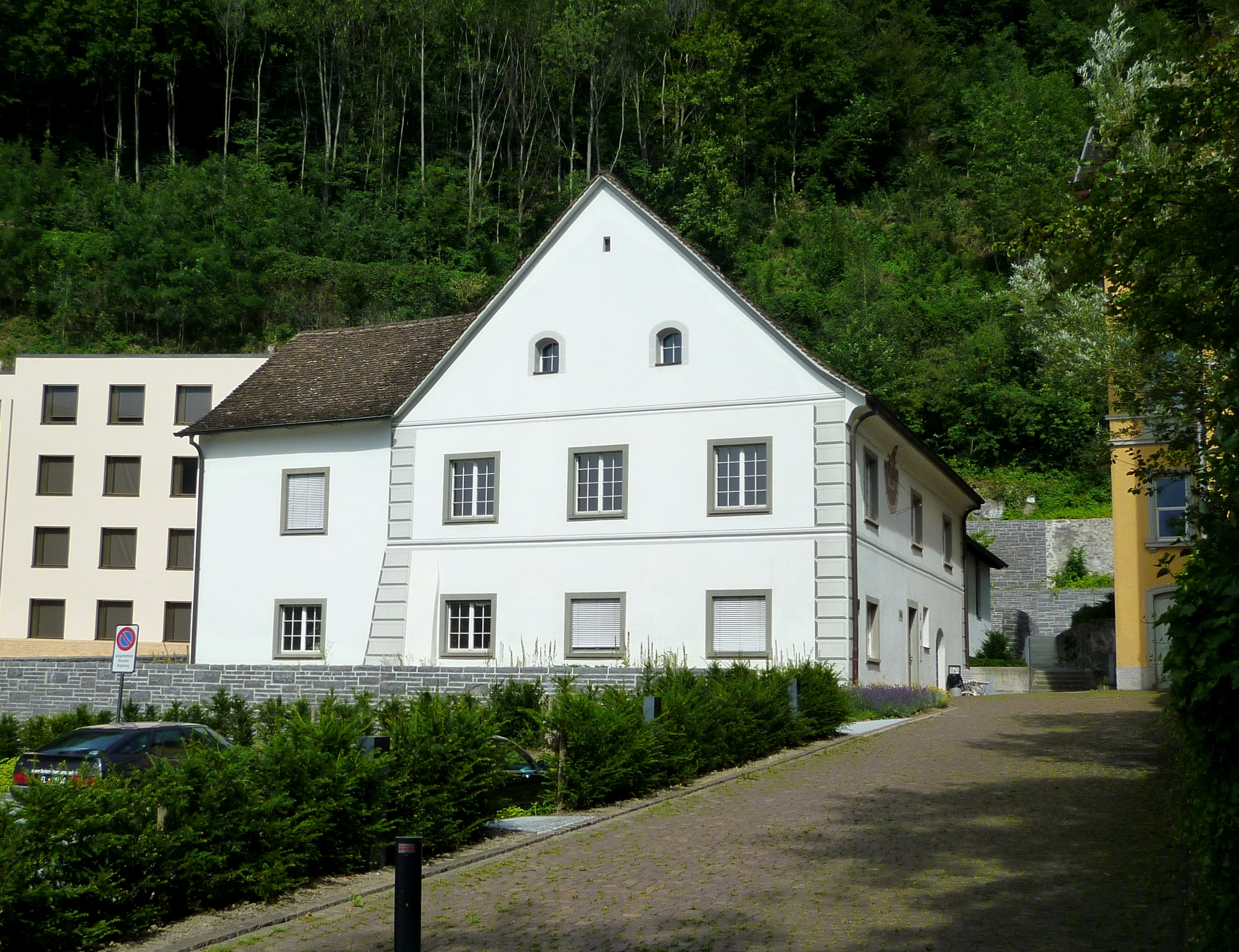
Rheinbergers Geburtshaus in Vaduz: das Rheinbergerhaus

Josef und Fanny Rheinberger

Josef Gabriel Rheinberger zeigte schon früh ungewöhnliche Musikalität und versah bereits als Siebenjähriger den Organistendienst in seinem Heimatort. 1849 kam er für ein Jahr zu dem Feldkircher Organisten Philipp M. Schmutzer zur musikalischen Ausbildung. Anschließend ging er mit zwölf Jahren nach München und besuchte bis 1854 das von Franz Hauser geleitete Königliche Conservatorium für Musik. Er wurde von Johann Georg Herzog im Orgelspiel und von Julius Joseph Maier in Kontrapunkt (Kompositionslehre) unterrichtet. Privat bildete er sich bei dem Hofkapellmeister Franz Lachner weiter. Schon bald überflügelte er seine Kommilitonen und schuf zahlreiche frühe Werke.
1854 wurde Rheinberger Vizeorganist an der Pfarrkirche St. Ludwig und 1857 Hoforganist an der Theatinerkirche (St. Kajetan). Ab 1859 gab er zusätzlich Klavierunterricht am Konservatorium. 1863 wurde er Hoforganist an der Hofkirche St. Michael.
1867 wurde Rheinberger zum Professor für Orgel und Komposition an der neu gegründeten Königlich Bayerischen Musikschule (ab 1892 Königliche Akademie der Tonkunst) ernannt. Dieses Amt übte er bis kurz vor seinem Lebensende aus. Im selben Jahr heiratete er die Dichterin Franziska von Hoffnaaß („Fanny“), die Texte für einige seiner Vokalwerke verfasste (so auch für die Kantate Der Stern von Bethlehem und das Oratorium Christoforus). 1867 zog er auch in eine Wohnung in der Fürstenstraße 6 in der Münchener Maxvorstadt, in der er bis zu seinem Tod lebte.
Rheinberger gehörte zu den erfolgreichen Komponisten seiner Zeit. Verleger, Musiker und Chöre traten mit Kompositionsaufträgen an ihn heran. 1877 wurde er Nachfolger von Franz Wüllner als Hofkapellmeister des bayerischen Königs Ludwig II. Damit nahm er eine zentrale Position in der katholischen Kirchenmusik in Deutschland ein. Er komponierte lateinische Messen und Motetten, die in ihrer Unabhängigkeit von den einengenden Vorschriften der cäcilianischen Kirchenmusikreformer seiner Zeit wegweisend waren: „… kein einziges der 160 Werke geistlicher Vokalmusik wurde von den deutschen Cäcilianern würdig befunden, in den Katalog der von den Cäcilianern approbierten Kirchenwerke aufgenommen zu werden.“ Als Kompositionslehrer an der Münchner Musikschule und der Akademie der Tonkunst an 1893 war Rheinberger eine Kapazität von internationalem Rang. Zahlreiche Auszeichnungen spiegeln seinen Erfolg wider, darunter das Ritterkreuz des päpstlichen Gregoriusordens (1879), das Komturkreuz des Bayerischen Kronenordens (1895, verbunden mit dem persönlichen Adel) und der Ehrendoktor der Universität München (1899).

## Grabstätte
Josef Rheinberger wurde auf dem Alten Südlichen Friedhof in München (Neue Arkaden, Platz 101 bei Gräberfeld 42, Standort) bestattet. 1949 wurde das im Zweiten Weltkrieg beschädigte Grab auf den Friedhof der Pfarrei St. Florin in seinem Heimatort Vaduz verlegt. Seit 1989 ruhen dort die sterblichen Überreste Rheinbergers und seiner Frau in einem Ehrengrab. Ein Grabstein auf dem Alten Südlichen Friedhof in München erinnert an Josef und Franziska Rheinberger.

## Bedeutung und Rezeption

### Werk und Einfluss
Rheinberger steht als bedeutender Repräsentant einer vielfältigen Musikkultur am Ende der klassisch-romantischen Epoche. Sein umfangreiches Œuvre, darunter allein 197 mit Opuszahl veröffentlichte Werke, umfasst Klaviermusik, Orgelmusik, geistliche und weltliche Chormusik, Sololieder, Kammermusik, Sinfonien, Konzertouvertüren, Schauspielmusiken und Opern.
Zur Bekanntheit Rheinbergers hat vor allem seine Orgelmusik beigetragen, obwohl sie nur ein Viertel seines Gesamtwerkes ausmacht. Insbesondere die 20 Orgelsonaten, alle in unterschiedlichen Tonarten gesetzt, haben daran einen großen Anteil. Ab 1875 hat Rheinberger fast jedes Jahr eine Sonate komponiert. Sie waren eher nicht zur Aufführung in der Kirche vorgesehen, sondern primär für den Konzertsaal gedacht.
Für die Entwicklung dieser Gattung war seine Arbeit prägend:

„Rheinbergers Bedeutung für diese Gattung kann nicht leicht überschätzt werden. Von den Komponisten, die sich überhaupt mit der Orgelsonate befaßten, war er nach Mendelssohn der bedeutendste.“

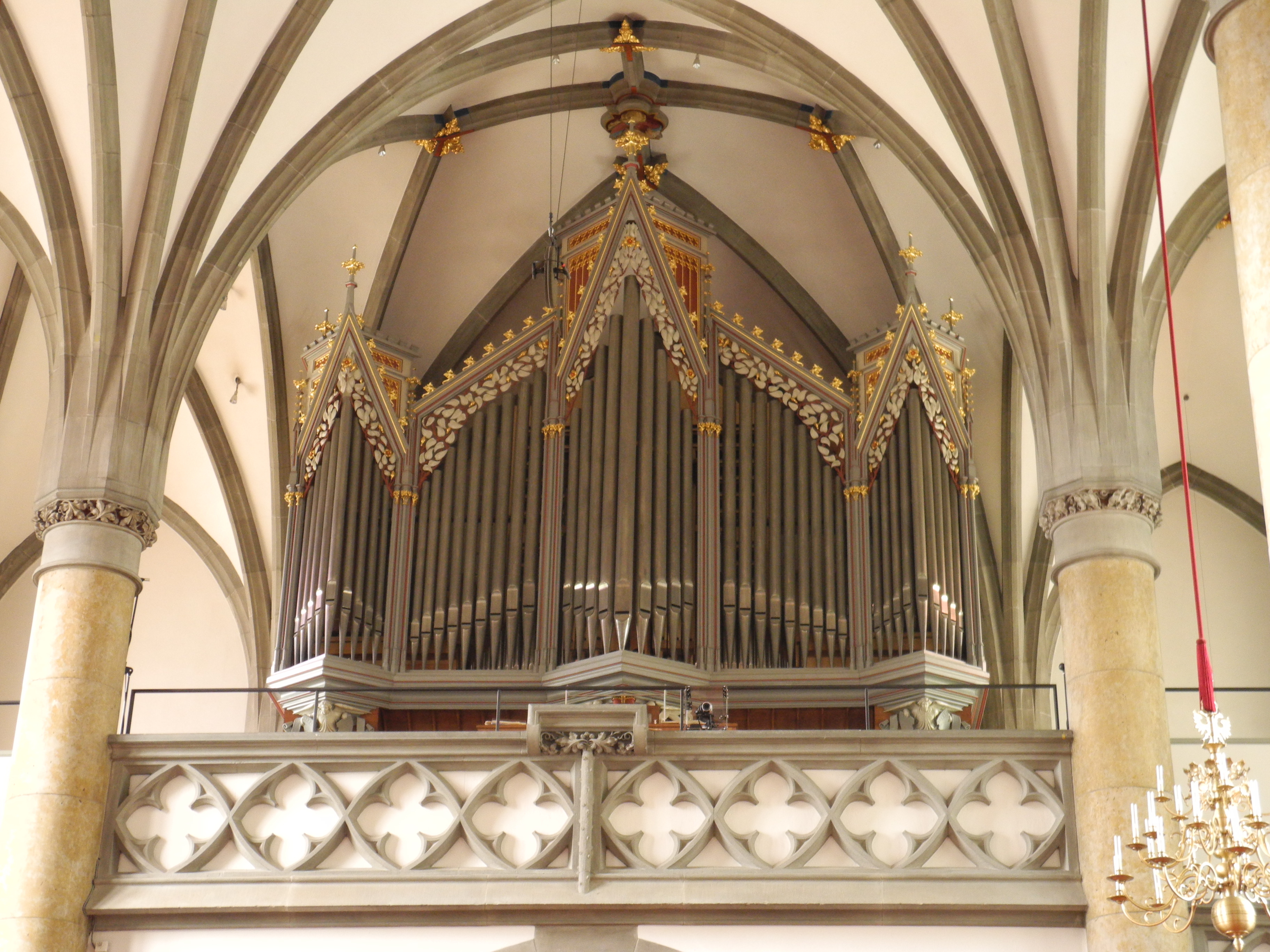
Die Rheinberger-Orgel in St. Florin, Vaduz

Nicht zuletzt als Lehrer für Komposition hatte Rheinberger große Bedeutung. Zu seinen Schülerinnen und Schülern zählten unter vielen anderen Stevan Stojanović Mokranjac, Luise Adolpha Le Beau, Max Bruch, Alfredo Cairati, Alberto Gentili, Sophie Menter, Hans Koessler, Engelbert Humperdinck, Alberto Franchetti, Ermanno Wolf-Ferrari, Joseph Renner jun., Richard Strauss, Lothar Windsperger, Wilhelm Furtwängler und Aloys Fleischmann sowie eine ganze Generation junger US-amerikanischer Komponisten (z. B. Horatio Parker und George Chadwick).
Rheinberger wurde Anfang der 1870er Jahre vom damaligen Fürsten von Liechtenstein gebeten, einen guten Orgelbauer für die neu errichtete Kathedrale St. Florin zu suchen. Rheinberger disponierte daraufhin eine Orgel, welche die von ihm angeschriebene Firma Steinmeyer baute, und spielte sie zur Einweihung auch. Diese wurde 2013, nachdem sie zwischenzeitlich mehrmals umgebaut worden war, von der Firma Eule durch einen Neubau in Anlehnung an das Konzept Rheinbergers und unter Verwendung des Prospektes und einiger historischer Register ersetzt.

### Aufführungsgeschichte
Während Rheinberger Ende des 19. Jahrhunderts von bekannten Pianisten aufgeführt wurde und zu Lebzeiten unmittelbar erfolgreich war, wurde er nach dem Ersten Weltkrieg weitestgehend vergessen und bis 1980 in deutschen Konzerthallen kaum aufgeführt. Als ein mutmaßlicher Grund dafür wurde schon 1939 die Tatsache genannt, dass er als entschiedener Klassizist, der besonders Bach und Beethoven als seine Leitbilder ansah, zwar hervorragende Kompositionen kreierte, in der Musikgeschichte aber stets nur Komponisten, die auf einem Gebiet etwas „Neues“ schufen, in Erinnerung geblieben sind. Weitere Ursachen mögen sein einerseits die Unbedeutendheit der Gattungen dramatische Musik, Lieder, weltliche Chormusik, Klavier- und Orchestermusik in der Aufführungspraxis, andererseits die Ächtung seiner geistlichen Komposition seitens der Cäcilianer – insbesondere des Domkapellmeisters Ignaz Mitterer in Regensburg –, die für einen einfachen A-cappella-Stil in Tradition Palestrinas eintraten.
Auch wenn Rheinberger nach dem Zweiten Weltkrieg in den Domen zu Würzburg und Regensburg zunehmend öfter aufgeführt wurde, waren dies größtenteils die gleichen Kompositionen. Erst ab den 1980er-Jahren wurde dieses Repertoire erweitert und ihm auch überregional im ganzen deutschsprachigen Raum größere Bedeutung eingeräumt. Dies ging einher mit einer allgemeinen „Wiederentdeckung“ kleinerer Komponisten früherer Jahrhunderte gegen Ende des 20. Jahrhunderts, wobei der Effekt bei Rheinberger außergewöhnlich stark war.

### Ehrungen
1895 wurde er geadelt (Josef Gabriel Ritter von Rheinberger). Im Jahr 1909 wurde an Rheinbergers Wohnhaus in München eine Gedenktafel angebracht. Als Andenken an sein Schaffen wurde im Jahr 1940 ein Rheinberger-Denkmal mit Gedenktafel vor dem Geburtshaus in Vaduz erstellt. Dieses ist außerdem seit 1968 der Hauptsitz der Liechtensteinischen Musikschule. Die Orgel in der Kathedrale St. Florin ist ebenfalls nach ihm benannt.
Die Gemeinde Vaduz vergibt seit 1976 alle zwei Jahre den Josef Gabriel von Rheinberger-Preis.
Zur Förderung und Verbreitung seines vielseitigen Schaffens im heutigen Kulturleben wurde im Jahre 2003 die Internationale Josef-Gabriel-Rheinberger-Gesellschaft gegründet.
Im Stadtbezirk Maxvorstadt in München ist die Rheinbergerstraße nach ihm benannt.

## Werke

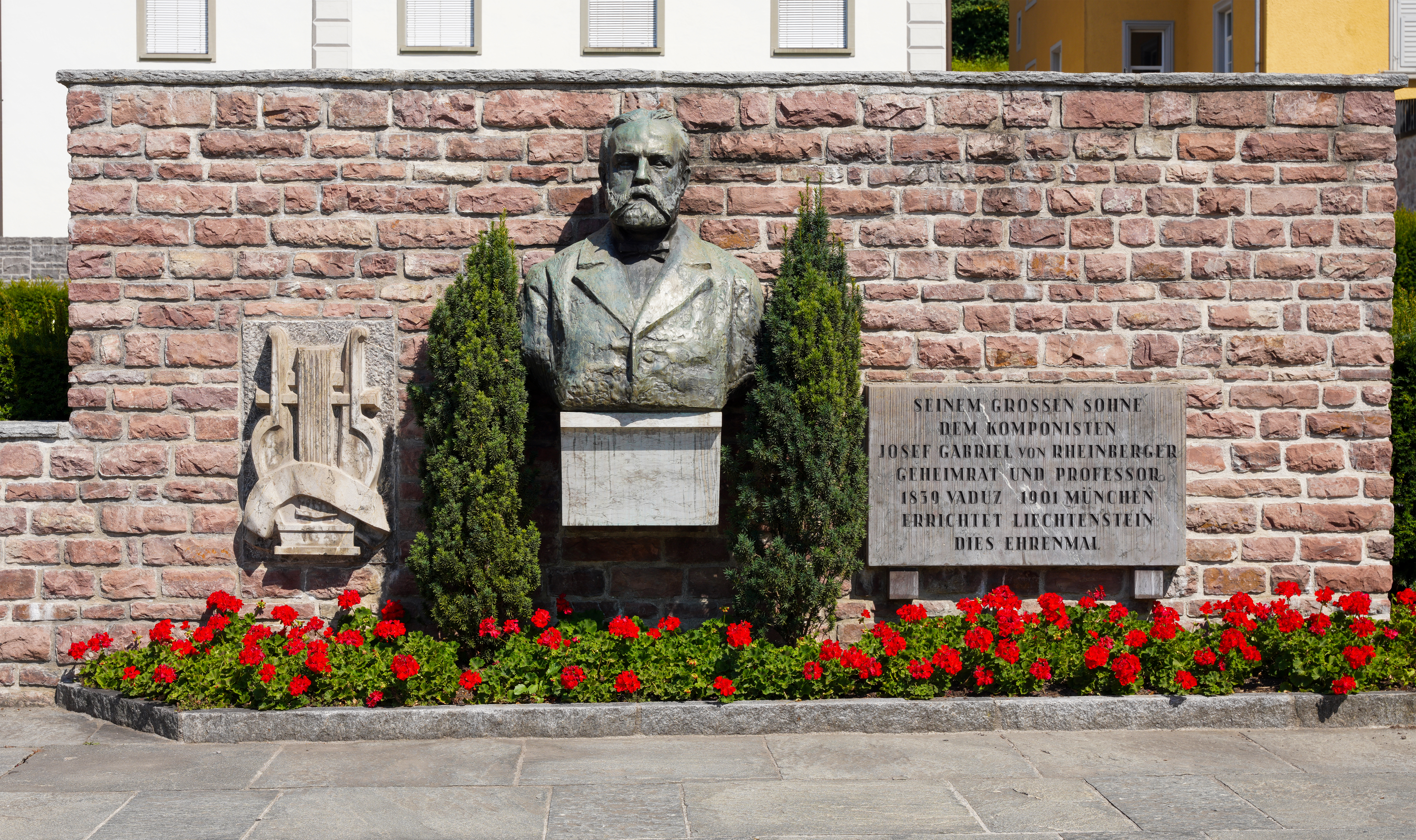
Denkmal und Gedenktafel in Vaduz

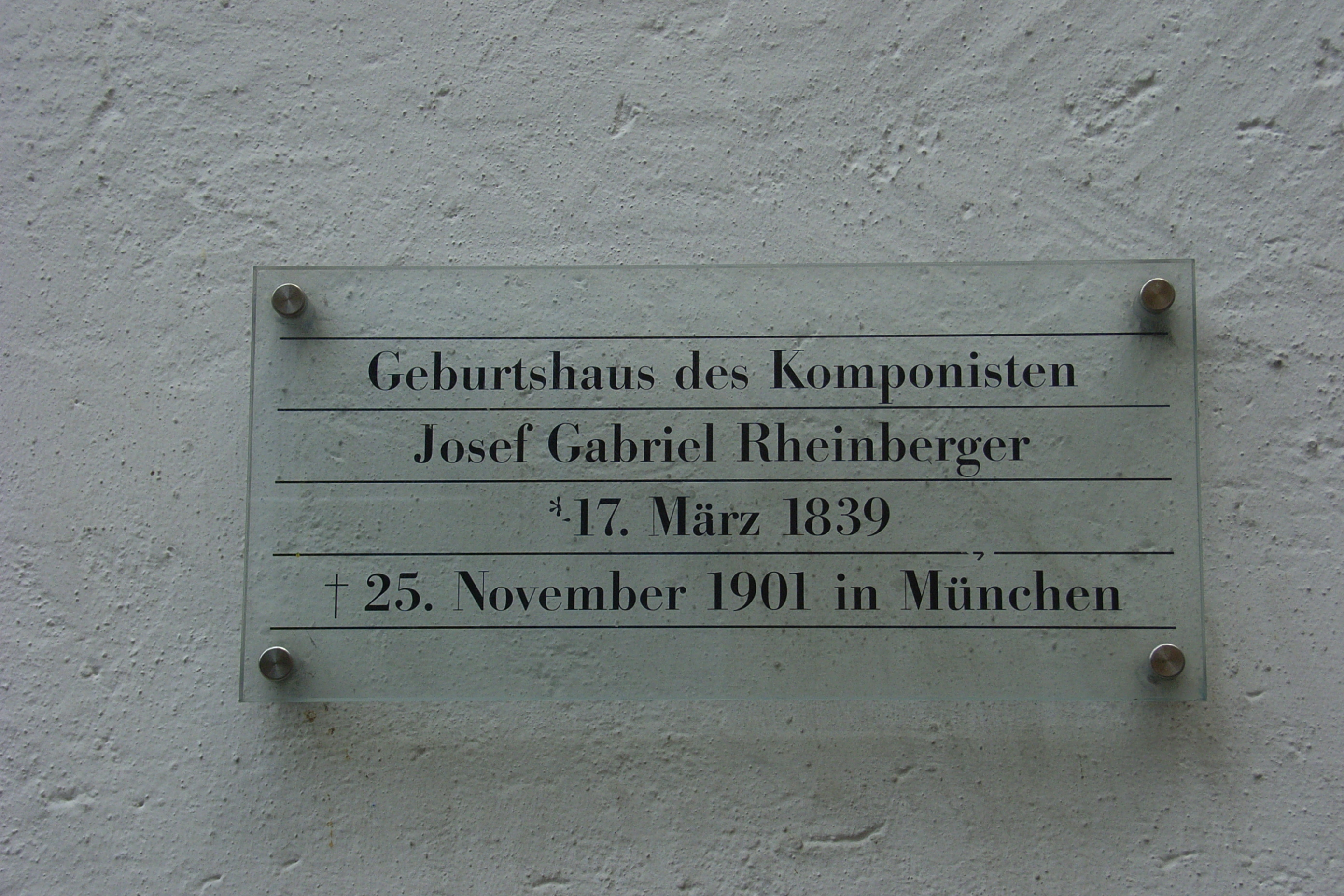
Tafel am Geburtshaus in Vaduz

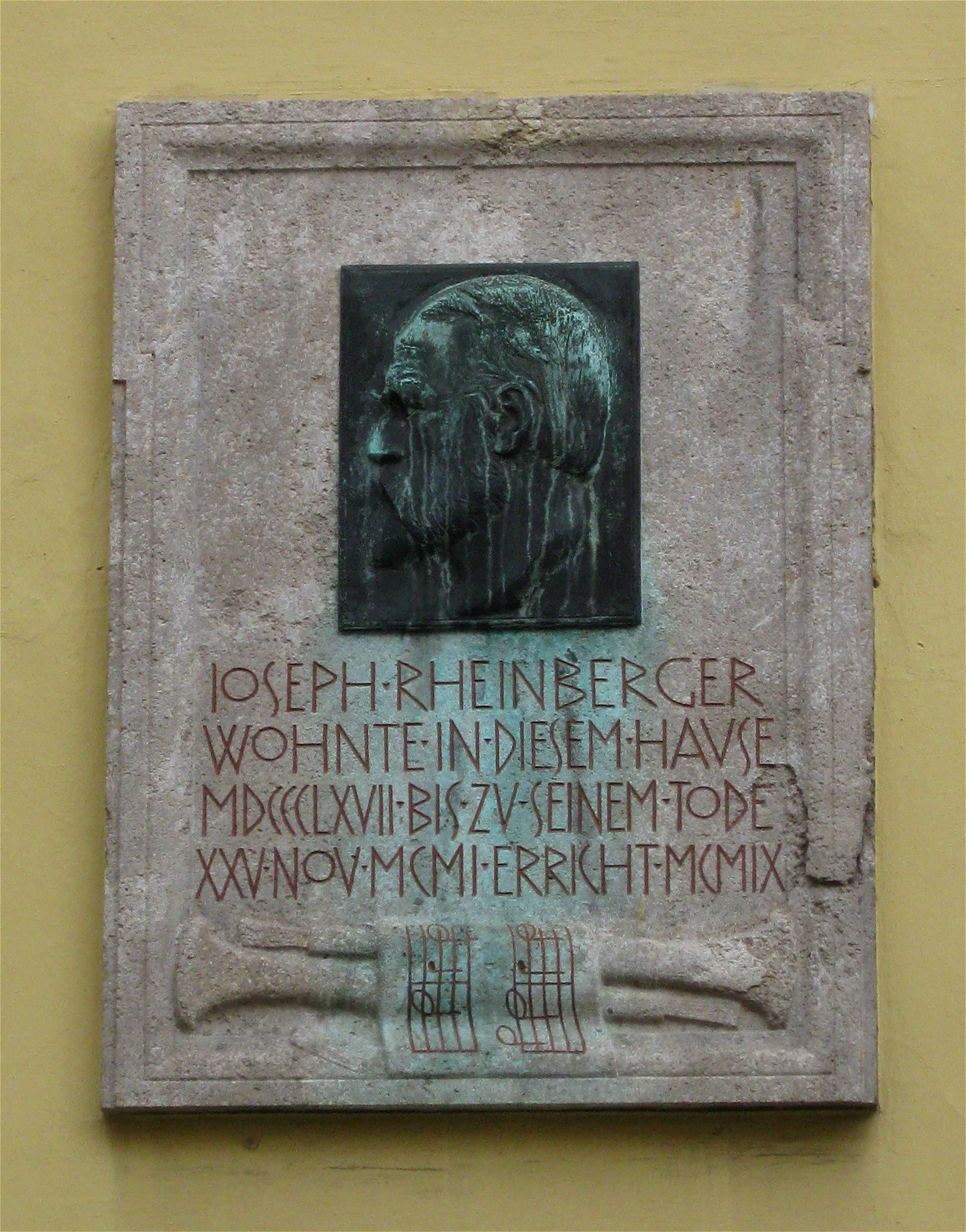
Gedenktafel am Wohnhaus in der Fürstenstraße 6 in München

Diese Aufzählung berücksichtigt nur die von Rheinberger selbst mit Opuszahlen versehenen Werke.
- Geistliche Vokalwerke
  - Kantaten, darunter die Weihnachtskantate Der Stern von Bethlehem op. 164
  - 14 Messen
  - 3 Requiem-Vertonungen
  - 2 Stabat mater
  - Motetten, Hymnen, Lieder
    - darunter Drei Geistliche Gesänge op. 69 mit dem Abendlied (op. 69, Nr. 3) nach Lukas 24,29 („Bleib bei uns, denn es will Abend werden“)

- Dramatische Musik
  - Oper Die sieben Raben op. 20
  - Oper Türmers Töchterlein op. 70
  - 3 Singspiele
  - 2 Schauspielmusiken

- Weltliche Chormusik
  - Chorballaden
  - Gesangsensembles mit und ohne Begleitung
  - gemischte Chöre
    - u. a. Waldblumen (op. 124) – Acht Lieder nach Texten von Franz Alfred Muth

  - Frauenchöre
  - Männerchöre

- 12 Lieder für eine Singstimme und Klavier

- Orchestermusik
  - 2 Sinfonien
  - 3 Ouvertüren
  - 4 Solokonzerte (darunter 1 Klavierkonzert, 2 Orgelkonzerte F-Dur op. 137 und g-Moll op. 177)

- Kammermusik
  - Streichquartette, Streichquintette
  - Klaviertrios, Sonaten für Soloinstrumente und Klavier
    - u. a. Sonate für Klarinette und Klavier op. 105 a

  - 4 Klaviersonaten

- Orgelwerke
  - 2 Orgelkonzerte, Nr. 1 F-Dur, op. 137, und Nr. 2 g-moll, op. 177
  - 20 Orgelsonaten
  - 12 Fughetten op. 123a, 12 Fughetten op. 123b
  - 12 Monologe op. 162
  - 12 Meditationen op. 167
  - Präludien, Trios, Charakterstücke
  - Werke für Violine bzw. Oboe und Orgel